# 廣島縣立廣島商業高等學校
廣島縣立廣島商業高等學校是位於日本廣島縣廣島市中區舟入南六丁目地區的公立高等學校。
廣島商的棒球部從1920年代開始經常參加全國高等學校棒球錦標賽和選拔高等學校棒球大會的常客，至今已累積參加兩項賽事合計超過40次，由於過去與廣陵高等學校稱霸廣島縣的高中棒球，兩校因而獲得「春之廣陵、夏之廣商」的稱號。

## 歷史
廣島商是由廣島市政府於1899年成立的實業學校，最初名為「廣島商業學校」，1901年移交由廣島縣政府管理後曾短暫使用「廣島縣廣島商業學校」之名稱，後又更名為「廣島縣立廣島商業學校」；1934年遷至位於江波町的現址，但在1944年由於二次大戰期間校舍被陸軍兵器學校廣島分教所徵用，學生改至位於皆實町一丁目的廣島師範學校舊校舍上課，1945年的广岛市原子弹爆炸中，位於皆實町的臨時校舍或是江波町的舊校舍都遭到全毀；同年11月於江波町恢復上課。
1948年配合日本的學制改革更名為「廣島縣廣島商業高等學校」，但在1949年廣島縣重新編整縣內高等學校時一度遭到廢校，原有學生則是被轉入廣島縣立廣島觀音高等學校和廣島市立基町高等學校新設立的商業科，而校舍則是轉由廣島大學政經學部使用。不過在1954年又決定恢復設立「廣島縣廣島商業高等學校」，因此廣島縣立廣島觀音高等學校和廣島市立基町高等學校兩所學校商業科的學生又被移入重新設立的廣島商，並在1960年回到原先位於江波町的校舍上課。最終在1968年更名為現在使用的「廣島縣立廣島商業高等學校」。